# 盛憲
盛憲（？—？），字孝章，揚州會稽郡（治所在今浙江绍兴）人，东汉末期人物。器量雅偉，舉孝廉，補尚書郎，稍遷吳郡（治所在今江苏苏州）太守，以疾去官，後被孫權所殺。

## 生平
器量雅伟，與時任少府的孔融交好。举孝廉，为尚书郎，后为吴郡太守，因疾病而辞去官职。盛憲任职吴郡太守期間，许贡前来领郡後試圖迫害故太守盛憲，高岱将盛宪藏匿於盛憲舊部许昭家中，并向陶谦求救。孫策平定吳、會稽，誅其英豪，盛憲素有高名，策深忌之。後被徵为骑都尉，但在制命送达前被孫權所殺，盛憲的故吏妫览、戴員又诛杀权弟孙翊。

## 子女
- 子盛匡，父死後北奔仕魏，位至征东司马。
- 女盛氏，沈瑜、沈儀母[2]

## 評價
孔融評盛憲：「實丈夫之雄也」。